# Port-Charcot

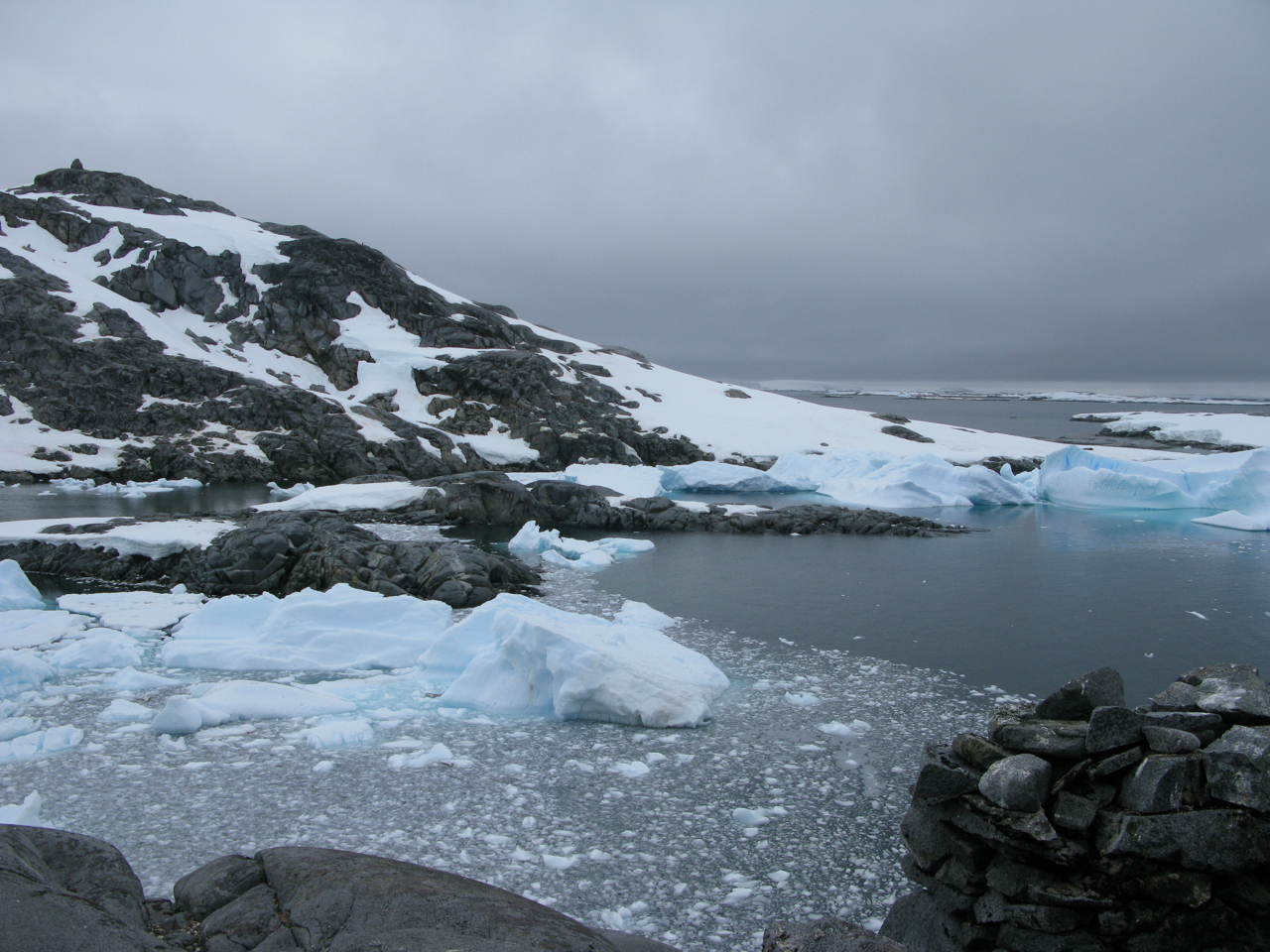
Vue d'ensemble de la baie Port-Charcot

Port-Charcot est une baie de l'île Booth dans l'archipel Wilhelm, en Antarctique.
La baie, nommée en l'honneur du docteur Jean-Martin Charcot, célèbre neurologue français, fut le lieu d'hivernage du navire Français de la Première expédition Charcot (1903-1905) dirigée par son fils Jean-Baptiste Charcot. 
La baie de 2,4 km de large est située au nord de l'île Booth et se trouve sur le bras nord-ouest du rivage en Y de l'île. La baie est surmontée d'un colline de 50 m de hauteur où se trouvent des vestiges de l'expédition de 1904.
C'est cependant une baie qui n'est pas à l'abri des vents, de la houle et des icebergs. Des baraques, disparues de nos jours, y ont été construites pour la réalisation d'observations scientifiques. Seuls restent un cairn sur la colline et un abri en pierre. Près de la plage, on peut voir les restes d'une barque. Le cairn où sont inscrits les noms des membres de l'expédition est classé comme monument historique de l'Antarctique (référence « HSM-28 »).
Le lieu accueille une colonie de manchots papous, de manchots à jugulaire et de cormorans. On y observe des phoques de Wedell et des léopards de mer.

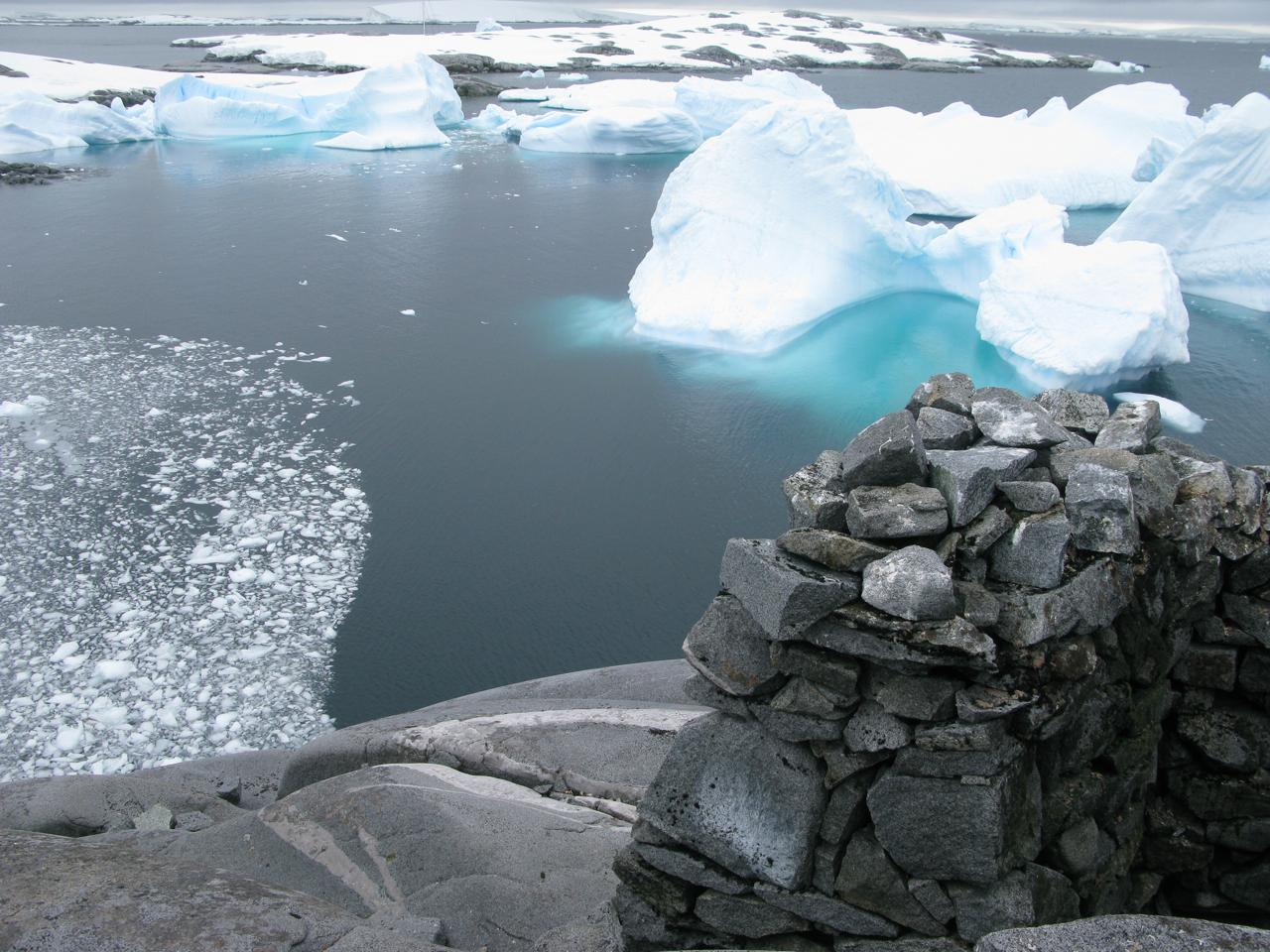
Port-Charcot depuis le cairn de la colline
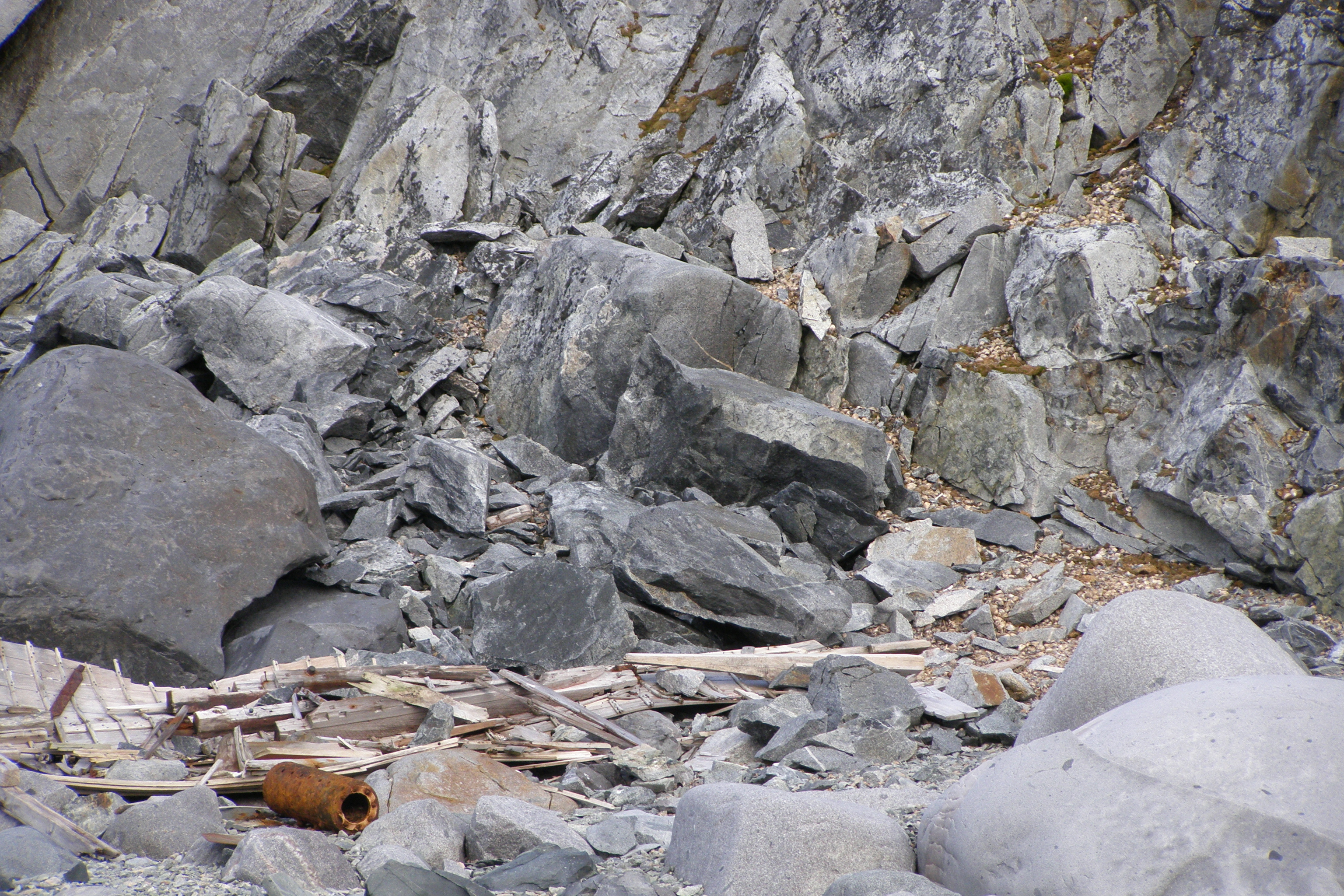
Vestiges de la barque laissée par Charcot en 1904